# Helius (Helius) arunachalus
Helius (Helius) arunachalus is een tweevleugelige uit de familie steltmuggen (Limoniidae). De soort komt voor in het Oriëntaals gebied.